# 뉴스 코퍼레이션
뉴스 코퍼레이션(News Corporation)은 뉴욕에 있었던 미디어 복합기업이었다. 오스트레일리아와 미국의 이중국적을 가진 루퍼트 머독이 회장이자 최고경영자이었다. 본사는 1211 Avenue of the Americas (Sixth Ave.), 뉴욕 시 록펠러센터 단지내에 1960~70년대 신설된 지역에 위치해 있었다.

## 역사
뉴스 코퍼레이션은 뉴욕 증권거래소, 호주 증권거래소에 상장이 되어 있으며 런던 증권거래소에 2차 상장이 되어 있는 공개회사이다. 본래 오스트레일리아 애들레이드에서 설립되었고, 2004년 11월 12일 주주들 과반수의 승인을 받아 미국 델라웨어주에서 재설립되었다,
2013년 6월 28일, 기존의 뉴스 코퍼레이션은 언론ㆍ출판 부문을 맡는 뉴스 코프와 영화ㆍ방송 부문을 맡는 21세기 폭스로 분사되었다.

## 분사 직전 계열사
다우 존스 산업평균지수, 월스트리트 저널 등을 소유하고 있는 다우 존스, 온라인 소셜 네트워킹 서비스 마이스페이스, 종합 엔터테인먼트 그룹인 폭스 엔터테인먼트 그룹 외에 수많은 신문, 잡지, 웹사이트, 방송 채널과 기업들을 보유했었다.

### 신문
- 오스트레일리아
  - 〈디 오스트레일리언〉
  - 〈데일리 텔레그래프〉
  - 〈피지 타임스〉
  - 〈골드 코스트 게시판〉
  - 〈해럴드 선〉
  - 〈뉴스 포토〉
  - 〈뉴스픽스〉
  - 〈뉴스텍스트〉
  - 〈NT 뉴스〉
  - 〈포스트-커리어〉
  - 〈선데이 해럴드 선〉
  - 〈선데이 타임스〉
  - 〈선데이 태즈메니아〉
  - 〈선데이 테리토리언〉
  - 〈선데이 메일〉
  - 〈더 애들레이드나우〉
  - 〈더 커리어 메일〉
  - 〈더 선데이 메일〉
  - 〈더 선데이 텔레그래프〉
  - 〈위클리 타임스〉
  - 〈더 머큐리〉
  - 〈빅 리그〉
  - 〈인사이드 아웃〉
  - 〈건초 가수〉
  - 〈ALPHA〉
  - 〈포스트 운송〉

- 영국
  - 〈뉴스 인터내셔널〉
  - 〈뉴스 오브 더 월드〉
  - 〈더 선〉
  - 〈더 선데이 타임스〉
  - 〈더 타임스〉
  - 〈타임스 문학 보충〉

- 미국
  - 〈뉴욕 포스트〉

- 인터내셔널
  - 〈더 월스트리트 저널〉
  - 〈다우 존스〉

### 통합 마케팅 서비스
- 뉴스 아메리카 마케팅
- 스마트 소스

### 출판사
- 하퍼 출판사
  - 하퍼 출판사 오스트레일리아
  - 하퍼 출판사 캐나다
  - 하퍼 출판사 인도
  - 하퍼 출판사 미국
  - 하퍼 출판사 뉴질랜드
  - 하퍼 출판사 영국

### 텔레비전
- 폭스 방송
- 폭스 스포츠 오스트레일리아
- 폭스 텔레비전 방송국
- 마이네트워크 TV

### 케이블 네트워크 프로그래밍
- 폭스 비즈니스 네트워크
- 폭스 영화 채널
- 폭스 뉴스 채널
- 폭스 대학 스포츠
- 폭스 스포츠 기업
- 폭스 스포츠 1963 에스파뇰
- 폭스 스포츠넷
- 폭스 축구 채널
- 폭스 리얼리티 채널
- 연료 TV
- FX
- 냇 지오 와일드
- 내셔널 지오그래픽 채널 유나이티드 스테이트
- 내셔널 지오그래픽 채널 월드
- 스피드
- STAR TV
- STAR 인터내셔널

### 위성 방송
- BskyB
- 폭스텔
- 스카이 독일
- 스카이 이탈리아

### 폭스 엔터테인먼트 그룹
- 20세기 폭스
- 20세기 폭스 에스파뇰
- 20세기 폭스 홈 엔터테인먼트
- 20세기 폭스 인터테인먼트
- 20세기 폭스 텔레비전
- 폭스 서치 픽쳐스
- 폭스 스튜디오 오스트레일리아
- 폭스 스튜디오 로스앤젤레스
- 폭스 텔레비전 스튜디오
- 블루 스카이 스튜디오

### 기타
- 마이스페이스

## 매각
- 〈빌리지 보이스〉
- 〈포스트〉

## 같이 보기
- 폭스 스튜디오 오스트레일리아